# Hauteville-Lompnes
Hauteville-Lompnes è un ex comune francese di 4 262 abitanti situato nel dipartimento dell'Ain della regione dell'Alvernia-Rodano-Alpi. Il 1º gennaio 2019 fu accorpato con i comuni di Cormaranche-en-Bugey, Hostiaz e Thézillieu per formare il nuovo comune di Plateau d'Hauteville.

## Storia

### Simboli
Lo stemma era stato adottato l'11 maggio 1990. Nello scudo è ripreso lo storico emblema della regione del Bugey (di rosso, al leone d'armellino) con gli smalti invertiti. I quattro soli simboleggiano i villaggi di Hauteville, Lompnès, Lacoux e Longecombe.

## Società

### Evoluzione demografica
Abitanti censiti